# Blackpool
Blackpool és una ciutat costanera situada al nord-oest d'Anglaterra, al comtat de Lancashire. La seva població aproximada era de 142.000 habitants el 2011.
La ciutat atreu un gran nombre de turistes del nord d'Anglaterra. Entre les seves atraccions hi ha la Torre de Blackpool (1893), rèplica de la torre Eiffel parisenca, una platja i un parc d'atraccions.
Cèlebre pels seus casinos i les seves sales de joc, la ciutat de la costa de Blackpool situada a la vora del mar d'Irlanda, posseeix una sòlida reputació de cràpula. S'hi va des de Manchester i de Liverpool per celebrar-hi el Nadal.
És una de les zones més pobres del país, a més té les taxes d’obesitat, mort per alcoholisme i fumadors més altes d'Anglaterra.

## Fills il·lustres
- Michael Smith (1932 - 2000) químic i bioquímic, Premi Nobel de Química de l'any 1993.
- William Regal lluitador professional.